# Libonik
Libonik è una frazione del comune di Maliq in Albania (prefettura di Coriza)
Fino alla riforma amministrativa del 2015 era comune autonomo, dopo la riforma è stato accorpato, insieme agli ex-comuni di Gorë, Maliq, Moglicë, Pirg, Pojan e Vreshtas a costituire la municipalità di Maliq.

## Località
Il comune era formato dall'insieme delle seguenti località:
- Libonik
- Drithas
- Vlocisht
- Vashtemi
- Poceste
- Symiz
- Kloce
- Shkoze
- Kembetheker
- Beras
- Zbop
- Memel
- Manastire